# قسيم أمير المؤمنين
قسيم أمير المؤمنين لقب استخدم في عهد البويهيين لولاة الخليفة على مناطق البلاد، لتقاسمهم معه السلطة، ويطلق على كل من يشاركه الحكم من المقربين، وهو مثل مولى أمير المؤمنين وناصر أمين المؤمنين وقسيم أمير المؤمنين، وكانت هذه الألقاب في أساسها توضح صلة ما بين الخليفة والملقب، وماهية هذه الصلة تلقي ضوءاً على مدى السلطة التي يتمتع بها كل منهما من ناحية، ونوع العلاقة بينهما من ناحية أخرى، ودراسة تطور هذه الألقاب تبين كيف أن سلطة الخلفاء أخذت في الاضمحلال إزاء سلطة الأمراء. فبعد أن كان الوالي بلقب في أول الأمر بمولى أمير المؤمنين، صار في عصر بني بويه بلقب قسيم أمير المؤمنين وكثيراً ما كان يشير لفظ اللقب المضاف إلى أمير المؤمنين إلى وظيفة صاحبه، فقسيم أمير المؤمنين يشير إلى أن الملقب سلطان أو نحوه ممن كانوا في الواقع أصحاب النفوذ الفعلي في الدولة.